# Louis Botha
Louis Botha (Greytown, 27 settembre 1862 – Pretoria, 27 agosto 1919) è stato un politico boero, Primo ministro dell'Unione Sudafricana.

## Biografia
Botha era originario di una famiglia tedesca della Turingia, nono di tredici fratelli. Divenuto membro del parlamento del Transvaal nel 1897 e rappresentante il distretto di Vryheid, fu nominato due anni dopo generale nella Seconda guerra boera, combattendo efficacemente a Colenso e a Spioenkop. Alla morte di P. J. Joubert, venne eletto comandante generale dei Boeri del Transvaal, dimostrando la sua abilità a Belfast-Dalmanutha.
Dopo la caduta di Pretoria, condusse una intensa campagna di guerriglia contro l'esercito britannico insieme con Koos de la Rey e Christiaan de Wet. A guerra conclusa, Botha rappresentò i Boeri ai negoziati con gli inglesi per la pace nel 1902. Il ricordo della sua partecipazione alla guerra lo rese influente nella politica del Transvaal e fu uno dei maggiori protagonisti nella ricostruzione di questo paese: nel 1904, insieme a Jan Smuts, aveva fondato il partito Het Volk e diventò Primo Ministro del Transvaal il 4 marzo 1907
Nel 1911, insieme con un altro eroe boero della guerra, Jan Smuts, formò il South African Party, o SAP. Considerato troppo conciliante con gli Inglesi, Botha affrontò le critiche rivolte al suo partito e all'opposizione da James Barry Munnik Hertzog del National Party. Quando il Sudafrica ottenne lo status di dominion nel 1910, Botha divenne il 1º primo ministro dell'Unione Sudafricana. Durante la prima guerra mondiale, mandò delle truppe a conquistare l'Africa Tedesca del Sud-Ovest, una mossa disapprovata dai Boeri e che causò la Rivolta Boera.
Alla fine della guerra condusse brevemente una missione militare inglese nella Seconda Repubblica di Polonia durante la Guerra sovietico-polacca. Considerò troppo severe le disposizioni del Trattato di Versailles del 1919 nei confronti dei paesi della Triplice Alleanza e dei loro alleati, ma firmò l'accordo. Louis Botha morì per un'insufficienza cardiaca poco dopo, il 27 agosto di quell'anno, a 56 anni.